# شیخه ریمیتی
شیخه ریمیتی (عربی: شيخة ريميتي؛ زاده ۸ مهٔ ۱۹۲۳ درگذشته ۱۵ مهٔ ۲۰۰۶) یک موسیقی‌دان اهل الجزایر بود.